# San Francisco de Asís (Almirante Brown)
San Francisco de Asís es una localidad del partido de Almirante Brown, en la zona sur del Gran Buenos Aires, provincia de Buenos Aires, Argentina, ubicada a 27 km de Capital Federal.
Se calcula que San Francisco de Asís Cuenta con alrededor de 60.000 habitantes según datos del censo nacional de 2010.

## Historia
Las tierras fueron adquiridas por la Orden Franciscana para poner una granja y proveer de alimentos de huerta al Convento en Buenos Aires. Se conoció a este territorio (Claypole y San Francisco de Asís) como "Chacras de San Francisco" en homenaje a San Francisco Solano. Luego lo compró la familia Obligado.
1935 se instala el Pequeño Cottolengo Argentino de Don Orione, transformándose en centro de ayuda cristiana con la advocación de Nuestra Señora de Luján.
En la década del 70 se comienza con la construcción del Complejo Habitacional Don Orione, barrio que hoy es cabecera de la localidad. Durante los siguientes años se construyen en las cercanías otros barrios .

### Localidad
En 2013 el Concejo Deliberante de Almirante Brown aprobó por unanimidad el proyecto que promueve la creación de la nueva localidad que está integrada por el complejo habitacional Don Orione y barrios aledaños.
La nueva localidad recibió el nombre de San Francisco de Asís y está integrada por el Complejo Habitacional Don Orione y los barrios Libertad, Suterh I y II, Som, Vipermu, El Castillo, El Cerrito, Don Orione Viejo, Martín Fierro, La Ester y Las Latitas.
El 29 de agosto de 2013 fue formalizada su creación en un acto en el Barrio Don Orione. El intendente Darío Giustozzi anunció la construcción de una Iglesia y un polideportivo,  durante el acto de oficialización y presentación formal de San Francisco de Asís.
Se eligió esta fecha ya que el 29 de agosto de 2000 se recuerda la llegada a Argentina del relicario con el Corazón del Santo Luis Orione, en la inauguración de la ciudad se emplazó la piedra fundamental en el predio –ubicado en Eva Perón y Marechal de Don Orione- donde se construirá la nueva capilla de San Francisco de Asís, además de un centro recreativo y un anfiteatro.

## Límites
De acuerdo con el precepto aprobado, los límites de la localidad contemplan al noreste una línea quebrada en tres tramos. El primero de ellos, comprendido por la calle Juan José Paso, entre avenida Lacaze y Monteverde; el segundo, por la calle Monteverde, entre Juan José Paso y calle Blas Parera; y el tercero, por la calle Blas Parera, entre Monteverde y Sandoval.
En tanto al sudeste tiene por límite una línea quebrada en cinco tramos. El primero, comprendido por la calle Sandoval, entre Blas Parera y Humahuaca; el segundo, por Humahuaca, entre Sandoval y 25 de Mayo; el tercero, por 25 de Mayo entre Humahuaca y Leguizamón; el cuarto, por Leguizamón entre 25 de Mayo y Araujo y el quinto, por Araujo entre Leguizamón y la avenida República Argentina.
Al oeste, los límites están comprendidos por la avenida República Argentina, entre Araujo y avenida Monteverde. Y al noroeste, los límites serán la avenida Monteverde, entre avenida República Argentina y avenida Lacaze; y avenida Lacaze, entre avenida Monteverde y Juan José Paso.